# Glenea niveopectus
Glenea niveopectus är en skalbaggsart. Glenea niveopectus ingår i släktet Glenea och familjen långhorningar.

## Underarter
Arten delas in i följande underarter:
- G. n. niveopectus
- G. n. viridivittata
- G. n. albovittulata
- G. n. indistinctevittata